# Ioan Moldovan (procuror)
Ioan Moldovan (n. 26 ianuarie 1951) este un procuror român. A activat ca deputat român în legislatura 1990-1992, ales în județul Sălaj pe listele partidului FSN. Ulterior, a activat ca procuror în județele Sălaj și Bihor, fiind pensionat în 2010.

## Critici
A fost acuzat în presă, în repetate rânduri, de șantaj, presiune psihologică, amenințări cu pedepse maxime, comenzi politice și răzbunări personale în aproape toate dosarele instrumentate de Ioan Moldovan.
De asemenea a fost cercetat în trei dosare penale.